# 大阪市立南住吉小学校
大阪市立南住吉小学校（おおさかしりつ みなみすみよし しょうがっこう）は、大阪府大阪市住吉区にある公立小学校。

## 概要
住吉区の中央部を校区とする。大阪市立墨江小学校、大阪市立遠里小野小学校、大阪市立依羅小学校の校区を分離する形で1958年に開校した。
近隣にある大阪府立視覚支援学校と交流教育の取り組みをおこなっている。

## 沿革
現在の校区にあたる地域は、従来は一面に農地が広がる農村地帯だった。しかし1950年代以降宅地化されたことで人口が急増していたことに加えて、ベビーブーム世代の学齢期と重なっていたことで、周辺校の児童数が増加していた。さらに現在の校区にあたる地域では、当時地上を走っていた阪和線の踏切を渡って通学しなければならなかったことや、地域を通る幹線道路には当時信号がなかったことなどで、通学時の交通安全の問題も深刻化していた。
それらの背景から、地域住民から学校新設の要望が起きた。そのため従来の大阪市立墨江小学校、大阪市立遠里小野小学校、大阪市立依羅小学校の3小学校の校区の一部を分離再編して、住吉区で13番目の公立小学校として1958年に現在地に設置された。
その後さらに児童が増加したため、従来の校区の一部を大阪市立山之内小学校・大阪市立南住吉大空小学校（現・大阪市立大空小学校）の2校に分離している。
2010年代に入ると、児童数が少ない状況であった南住吉大空小学校について、対策を講じる必要が生じた。そのため、南住吉小学校と南住吉大空小学校との調整区域であった南住吉1丁目・4丁目を、調整区域の廃止により2014年に大空小学校の通学区域とした。

### 年表
- 1957年12月1日 - 住吉区第13小学校（仮称）の地鎮祭を実施。建設工事を開始。
- 1958年4月1日 - 大阪市立南住吉小学校として現在地に開校。墨江、遠里小野、依羅の3小学校から2-3年生が同校へ移籍。
- 1958年10月10日 - 開校落成記念式典を実施。校歌・校章制定。
- 1962年6月25日 - 大阪市教育委員会から国語教育（書写）の研究校に指定され、研究発表を実施。
- 1965年11月1日 - 大阪市緑化推進校に指定される。
- 1967年 - 従来の校区の一部（山之内1丁目・2丁目）を、新設の大阪市立山之内小学校へ分離。
- 1968年2月12日 - 大阪市教育委員会から道徳教育の研究校に指定され、研究発表を実施。
- 1969年8月20日 - プール完成。
- 1973年1月19日 - 全国交通安全優秀校として表彰を受ける。
- 1996年11月7日 - 講堂・屋上プール完成。
- 2003年4月 - 分校を開設。5-6年児童が通う分校とする。
- 2006年4月1日 - 分校が大阪市立南住吉大空小学校（現・大阪市立大空小学校）として分離独立。
- 2014年4月1日 - 南住吉1丁目・4丁目の調整区域を廃止し、大空小学校の通学区域に指定。

## 通学区域
- 大阪市住吉区 沢之町1丁目・2丁目、千躰1丁目、殿辻1丁目、南住吉2丁目・3丁目。

卒業生は基本的に大阪市立三稜中学校に進学する。

## 交通
- 西日本旅客鉄道（JR西日本）阪和線 我孫子町駅 北西へ約500m。
- 南海高野線 沢ノ町駅 東へ約500m。